# Tabuadelo
Tabuadelo ist ein Ort und eine ehemalige Gemeinde (Freguesia) im Norden Portugals.

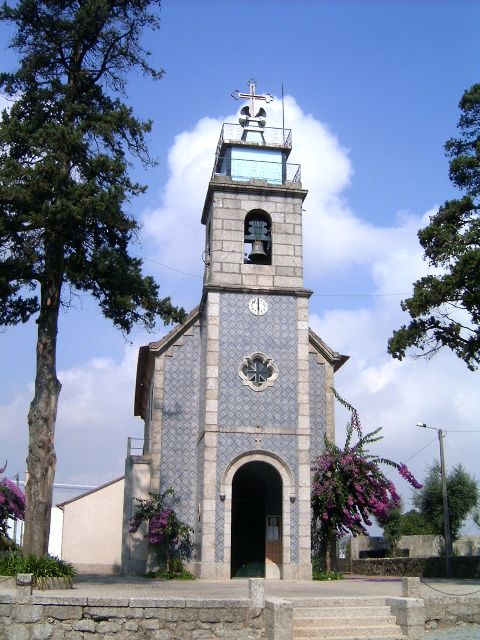
Kirche von Tabuadelo

Tabuadelo gehört zum Kreis Guimarães im Distrikt Braga. Die Gemeinde hatte eine Fläche von 3,1 km² und 1562 Einwohner (Stand 30. Juni 2011). Die Gemeinde ist nur gering urbanisiert.
Am 29. September 2013 wurden die Gemeinden Tabuadelo und São Faustino zur neuen Gemeinde União das Freguesias de Tabuadelo e São Faustino zusammengeschlossen.

## Bauwerke
- Paço de São Cipriano
- Igreja Velha de São Cipriano de Tabuadelo